# Stephan II. (Blois)

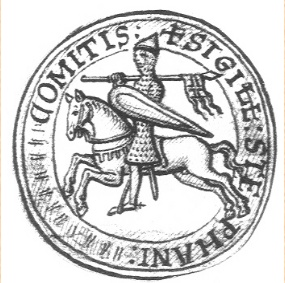
Siegel Stephans II.

Stephan Heinrich von Blois (Etienne Henri; * um 1045; † 19. Mai 1102 nach der Schlacht von Ramla) war seit 1089 ein Graf von Blois, Chartres, Châteaudun, Sancerre und Meaux. Er war der älteste Sohn des Grafen Theobald III./I. von Blois-Champagne und dessen zweiter Ehefrau Gundrade (Gondrée).
Zumeist wird er in dynastischer Kontinuität Stephan II. genannt, in Unterscheidung zu seinem Onkel Graf Stephan I. von Champagne.

## Leben
Stephan wird erstmals 1061 in Kämpfen gegen den Grafen von Anjou erwähnt, 1074 überließ ihm sein Vater die Regentschaft in Blois und Chartres. Stephan heiratete 1081 in Chartres Adela von der Normandie, eine Tochter Wilhelms des Eroberers, mit dem sich das Haus Blois eine Feindschaft zu König Philipp I. von Frankreich teilte. 1088 fiel Stephan nach einem gescheiterten Aufstand gegen den König in Kerkerhaft. Nach seiner Freilassung war er ein treuer Vasall König Philipps und bekämpfte für diesen erfolgreich den Aufstand des Grafen Burchard II. von Corbeil.

### Kreuzzüge
Graf Stephan nahm 1096 das Kreuz und wurde im Kontingent seines Schwagers Robert Kurzhose einer der Anführer des Ersten Kreuzzugs. Er schrieb enthusiastische Briefe an seine Frau über den Fortschritt des Unternehmens. Während der langwierigen und entbehrungsreichen Belagerung Antiochias verließ er das Kreuzfahrerheer am 2. Juni 1098, zwei Tage vor dem Fall der Stadt, und kehrte in die Heimat zurück. Dort wurde er mit Vorwürfen und Ablehnung konfrontiert, da er das abgelegte Gelübde, Jerusalem zu befreien, nicht erfüllt hatte.
Seine Frau Adela drängte ihn, zur Erfüllung seines Gelübdes eine zweite bewaffnete Pilgerreise zu machen. So schloss er sich dem Kreuzzug von 1101 an – zusammen mit anderen, die nach ihrer vorzeitigen Heimkehr dem gleichen Druck ausgesetzt waren. In der Schlacht von Mersivan rettete er Raimund von Toulouse das Leben, dem er anschließend bei der Eroberung von Tartus half. Zu Ostern 1102 erreichte Stephan schließlich Jerusalem.
Am 17. Mai 1102 nahm er an der Schlacht von Ramla teil und fiel am folgenden Tag am Turm von Ramla 57-jährig im Kampf gegen die ägyptischen Fatimiden.

## Ehe und Nachkommen
Stephans Ehe mit Adela von der Normandie († 8. März 1138) sollte folgenschwer sein. Nachdem der Erbsohn ihres Bruders Heinrich Beauclerc bei dem Untergang des Weißen Schiffs 1120 ertrank, bestimmte er seine einzige legitime Tochter Matilda zur Erbin Englands und der Normandie. Da diese aber mit dem Grafen von Anjou, einem Erbfeind der Normannen wie auch der Blois, verheiratet war, verwarfen die Barone die Erbfolgeregelung und bevorzugten die Söhne Stephans und Adeles in der Nachfolge (siehe: Englischer Bürgerkrieg von 1135 bis 1154).
Die Kinder des Paares waren:
- Wilhelm (* 1090/1093; † um 1150), Graf von Chartres, vermutlich wegen geistiger Behinderung vom Erbe ausgeschlossen, Stammvater der Herren von Sully
- Theobald IV. der Große (* 1090/1095; † 10. Januar 1152), Graf von Blois und seit 1125 von Champagne
- Odo († nach 1107)
- Mathilde († 25. November 1120 vor Barfleur), ertrank mit ihrem Mann auf dem „weißen Schiff“
  - ⚭ seit 1115 mit Richard d’Avranches, 2. Earl of Chester (* 1094; † 25. November 1120)
- Eleonore († nach 1148)
  - ⚭ seit ca. 1120 mit Graf Rudolf I. von Vermandois, die Ehe wurde 1142 geschieden
- Stephan (* 1096/1097; † 25. Oktober 1154 in Dover), Graf von Mortain 1112, seit 1135 König von England
- Heinrich († 8. August 1171), seit 1126 Bischof von Winchester

Darüber hinaus werden dem Paar drei weitere Töchter ohne gesicherte Überlieferung zugerechnet:
- Agnes
  - ⚭ mit Hugo III. von Le Puiset († 1132 in Palästina) (Haus Le Puiset)
- Adelaide; Adela oder Lithuise
  - ⚭ um 1112 mit Milon II. von Montlhéry († 1118), die Ehe wurde 1113 geschieden
- Alice
  - ⚭ mit Graf Renaud III. von Joigny († 1150)